# Dialeurodes granulata
Dialeurodes granulata là một loài côn trùng cánh nửa trong họ Aleyrodidae, phân họ Aleyrodinae.
Dialeurodes granulata được Sundararaj & David miêu tả khoa học đầu tiên năm 1991.